# 热米尼翁维尔
热米尼翁维尔（法語：Germignonville，法語發音：[ʒɛʁmiɲɔ̃vil]）是法国厄尔-卢瓦省的一个旧市镇，位于该省东南部，属于沙特尔区。2016年1月1日，热米尼翁维尔和相邻的另外3个市镇合并为新市镇博斯地区埃奥勒（Eole-en-Beauce）。

## 地理
热米尼翁维尔（48°11'33"N, 1°44'10"E）面积20.92 平方千米，位于法国中央-卢瓦尔河谷大区厄尔-卢瓦省，该省份为法国北部内陆省份，北起顺时针与厄尔省、伊夫林省、埃松省、卢瓦雷省、卢瓦-谢尔省、萨尔特省和奧恩省接壤。
与热米尼翁维尔接壤的市镇（或旧市镇、城区）包括：蒂耶勒佩讷、博斯地区埃奥勒、伊蒙维尔、维亚邦、吉勒维尔、阿莱讷-梅尔维利耶、卢瓦尼拉巴塔耶、科尼河畔丰特奈。

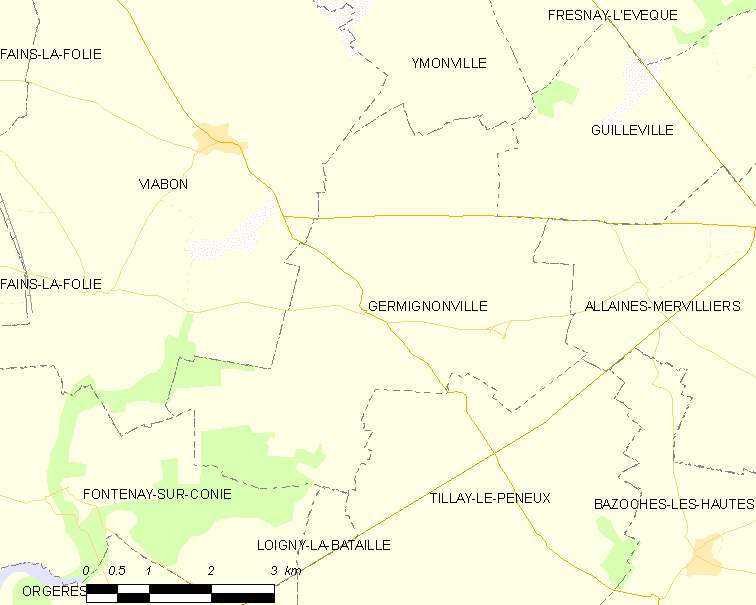
热米尼翁维尔的OSM定位图

热米尼翁维尔的时区为UTC+01:00、UTC+02:00（夏令时）。

## 行政
热米尼翁维尔的邮政编码为28140，INSEE市镇编码为28179。

## 政治
热米尼翁维尔所属的省级选区为莱维拉日沃韦安县。

## 人口

1962-2008年间热米尼翁维尔人口变化图示

热米尼翁维尔于2018年1月1日时的人口数量为223人。